# Lipnik (powiat Opatowski)
Lipnik is een dorp in het Poolse woiwodschap Święty Krzyż, in het district Opatowski. De plaats maakt deel uit van de gemeente Lipnik en telt 400 inwoners.